# Sorel-en-Vimeu
Sorel-en-Vimeu là một xã ở tỉnh Somme, vùng Hauts-de-France, Pháp.

## Địa lý
Thị trấn này có cự ly khoảng 7 dặm Anh về phía đông nam của Abbeville, tại giao lộ đường D901 và đường D21.

## Dân số
| 1962                                                  | 1968 | 1975 | 1982 | 1990 | 1999 |
| ----------------------------------------------------- | ---- | ---- | ---- | ---- | ---- |
| 137                                                   | 153  | 175  | 180  | 197  | 188  |
| Số liệu dân số từ năm 1962, dân số không tính hai lần |      |      |      |      |      |